# Parachaeturichthys ocellatus
Parachaeturichthys ocellatus är en fiskart som först beskrevs av Day, 1873.  Parachaeturichthys ocellatus ingår i släktet Parachaeturichthys och familjen smörbultsfiskar. Inga underarter finns listade i Catalogue of Life.